# DJ TARO
DJ TARO（ディージェイ・タロー、1972年1月17日 - ）はクラブ・ラジオDJ、ナレーター、音楽家。本名は中田 太郎（なかだ たろう）。自身が社長を務めるVASP所属。ブラジル出身。

## 来歴・人物
ポルトガル語（母語）、日本語、英語のトリリンガル。本人公式サイトにはネイティブレベルの発音と書かれている。
父親は日本人、母親はブラジル人歌手のソニア・ローザ。
特技はローラースケート、サーフィン、スノーボード、ものまね（タラちゃん、クリス・ペプラーなど）。
1998年、長野県白馬で行われた冬季オリンピックジャンプ種目の総合司会を務めた。
2010年、日本で初めてiPadを用いたDJプレイを行った。さらに同年4月15日には、自身がナビゲーターを務めるJ-WAVEのラジオ番組『M+』にて、ラジオ史上初となるiPad（Cue Play DJアプリ）でDJを行った。

## 主な出演

### ラジオ
- J-WAVE
  - J-WAVE DX
  - FREE YO MIND
  - M+
  - HELLO WORLD（月 - 木曜ナビゲーター、2010年10月1日 - 2016年3月31日）
  - CLUB SOUNDS VIRABRATION（2016年4月2日 - 2017年3月25日）
  - UR LIFESTYLE COLLEGE（2016年4月3日 - 2017年3月26日）
  - SATURDAY NIGHT VIBES（2017年4月1日 - ）
  - WEEKEND VIBES (2024年4月6日 - )
- JFN
  - L.A.V.（2003年 - 2005年）

### テレビ
- チャレンジ!ホビー（NHK教育テレビ） - ナレーター
- 王様のブランチ（TBS） - ナレーター
- EG-style（フジテレビ） - ナレーター
- アイシールド21（テレビ東京） - デビルバット、マシンガン真田、重佐武太
- アストロノオト（TOKYO MX・BS朝日） - DJ
- イチゲンさん“おはつ”できますか?（テレビ東京） - ナレーター
- Tune（フジテレビ） - ナレーター

### 映画
- メトロポリス（2001年、東宝映画） - 声優として特別出演

### その他
- OVA
  - TAMALA ON PARADE - シューティングゲーム音、広場の時計、マイク

## 作品

### 著書
- 気軽にはじめる USTREAM「自分」発信術（サンマーク出版、2010年7月20日初版発行）ISBN 978-4-7631-3085-3

### プロデュース曲
- Bernard Ackah + DJ TARO feat. Igor, VASP ALL STARZ「Rising from Africa(Le Coup Sauvage)」- ベルナール・アッカ入場テーマソング[2]
- B1「TELL ME」/「Something Natural」ガンボレコーズ
- エレファントラブ「ELEPHANT LOVE」EBIS RECORDS
- Aica「BABY LUV」
- ソニア・ローザ「DEPOIS DO NOSSO TEMPO」

### Remix曲
- ZOO「Choo Choo TRAIN Ride That Groove Mixx by DJ TARO」（フォーライフミュージック）
- YA-KYIM「TARO’s “B-Flava” MegaMixx」（ワーナーミュージックジャパン）
- CARLITO「GO! GO! カリート “hbs” MIX」（ドリーミュージック）
- SOUL’d OUT「TOKYO通信 ～ urbs communication ～」（ソニーレコード）
- 広瀬香美「ゲレンデがとけるほど恋したい Yell for TORINO」– スノーボード女子ハーフパイプ・山岡聡子応援ソング
- 電気グルーヴ × スチャダラパー「TWILIGHT」– 2005年 J-WAVE 春のキャンペーンソング